# Farleon
Farleon, właściwie Sułtan Karimow (ros. Султан Каримов; ur. 13 września 1993, Saumałkoł) – kazachski DJ oraz producent muzyczny. Popularność poza granicami kraju przyniósł mu wydany w 2012 roku przez kanadyjską firmę Funkk Sound Recordings minialbum Millenium, który cieszył się dużą popularnością na portalu Beatport.

## Dyskografia[5]

### Minialbumy
- Millenium (2012)

### Single
- Willy Wonka's House (2011)[6]
- Superhero, razem z Rabbit Killer (2011)
- Super Game, razem z Rabbit Killer (2011)
- Get Some, razem z Fast Foot (2013)
- Springboard, razem z Fast Foot (2014)
- Tell Me (2016)
- Fever razem z Dropgun (2016)
- Encore (2016)

### Remiksy
- I Am Harlequin - Dance With Anyone (2015)

- Arty - Braver Love (2015)
- Ember Island - Can't Feel My Face (2016)
- Calvin Harris feat. Ayah Marar - Thinking About You (2016)
- Jason Gaffner - When The Sun Goes Down (2017)
- Shallows - Matter (2017)